# ASIL Lysi
Maillots
Le Athletic Club Ischis Lysi (en grec moderne : Αθλητικός Σύλλογος Ισχύς Λύσης), plus couramment abrégé en ASIL Lysi (en grec moderne : ΑΣΙΛ Λύσης), est un club chypriote de football fondé en 1932 et basé à Lysi, sur la périphérie de la ville de Famagouste.
À la suite de l'occupation militaire Turque de cette ville, l'équipe joue dans la partie non occupée à Larnaca (Chypre).

## Palmarès
| Compétitions nationales                                                                                                  |
| --- |
| - Championnat de Chypre D2 (2) : - Champion : 1966-67 et 1973-74. - Championnat de Chypre D3 (1) : - Champion : 2000-01. |

## Personnalités du club

### Présidents du club
- Andreas Charalambous
- Nicos Pirillos
- Giorgos Vouvakos

### Entraîneurs du club
- Marios Apostolou
- Demetris Koutas

## Identité du club

### Couleurs
Les couleurs du club sont jaune et noir. L'emblème du club est le lanceur de disque pour symboliser l'engagement du club envers les idéaux olympiques et le véritable esprit sportif.

### Logo du club

Logo 1
Logo 2